# 多倫多病童醫院
多倫多病童醫院（縮寫，通稱）是加拿大安大略省多倫多的一所大型兒科教學醫院，位於該市大學路上。該醫院附屬於多倫多大學醫學院，2021年獲《新聞周刊》評為全球最佳兒科醫院。
該院的研究及學習中心被認為是世界上最大的兒科研究中心，佔地69,677.28平方（750,000.0平方英尺）。

## 院史

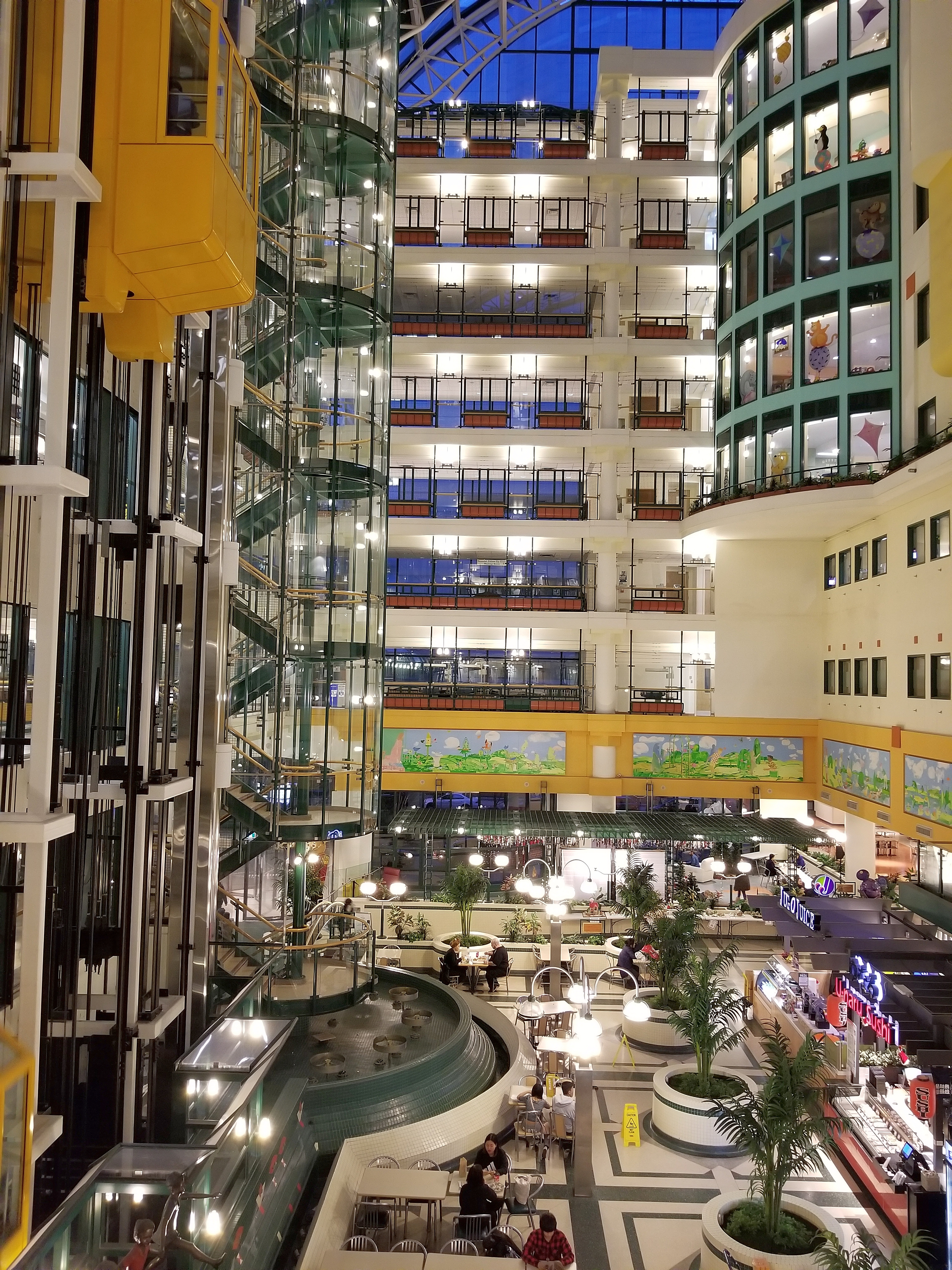
該院中庭由Eberhard Zeidler設計

1891年，醫院遷至書院街夾伊利沙伯街處，稱為維多利亞病童醫院（原院舍今用作捐血中心）。

1951年，醫院遷至大學路現址。此處原為演員瑪麗·畢克馥的童年舊居。

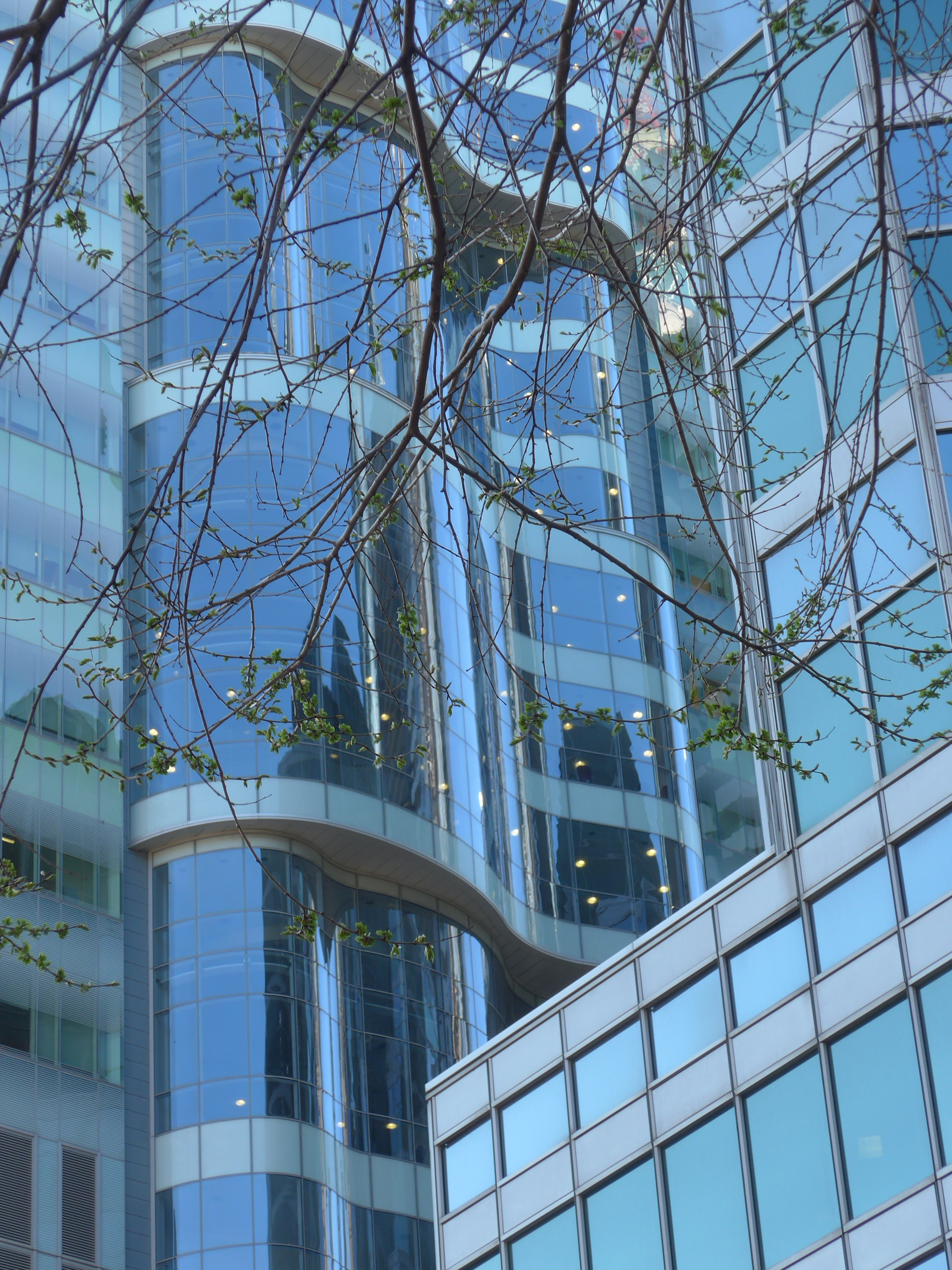
研究及學習中心

## 知名患者
- 彼得·切爾文斯基（生于1985年），藝名「憤怒的皮特」（Furious Pete），加拿大YouTuber[5]

### 腳註
1. ↑  明報加東版. . www.mingpaocanada.com.   [2023-08-16]. （原始内容存档于2023-04-25）.
2. ↑  . Sick Kids.   [20 October 2021]. （原始内容存档于2023-08-16）.
3. ↑  Ionova, Mariana. . Toronto Star. August 26, 2013  [2023-08-16]. （原始内容存档于2023-03-07）.
4. ↑  . Hospital for Sick Children. 2005-12-15  [2006-09-14]. （原始内容存档于2006-09-08）.
5. ↑  . The Toronto Star. 9 July 2012  [2023-08-16]. （原始内容存档于2019-04-12）.

## 外部連結
- The Hospital for Sick Children website （页面存档备份，存于）
- SickKids Foundation website （页面存档备份，存于）
- 维基共享资源上的相關多媒體資源：多倫多病童醫院